# Chloe Esposito
Chloe Esposito (Camden, 19 september 1991) is een atleet uit Australië.
Op de Olympische Zomerspelen van Londen in 2012 nam Esposito voor Australië deel aan het onderdeel moderne vijfkamp. Ze eindigde als 7e.
Op de Olympische Zomerspelen van Rio de Janeiro in 2016 behaalde Esposito een gouden medaille op de moderne vijfkamp. Ze was de eerste Australiër die op dit onderdeel een medaille behaalde.

## Privé
Chloe Esposito is de zus van Max Esposito, die ook moderne vijfkamper is, en Emily Esposito. Alle drie zijn ze kinderen van Daniel Esposito, die in 1984 op de Olympische Spelen deelnam aan de moderne vijfkamp.
In januari 2020 kondigde Esposito aan dat ze in verwachting was, en daarom haar medaille niet in Tokyo zou kunnen verdedigen.
- Australian Women's Register: AWE6044b

2000: Stephanie Cook ·
2004: Zsuzsanna Vörös ·
2008: Lena Schöneborn ·
2012: Laura Asadauskaitė ·
2016: Chloe Esposito ·
2020: Kate French ·
2024: Michelle Gulyás